# Behzat Çınar
Behzat Çınar (Istanbul, 9 aprile 1946) è un allenatore di calcio ed ex calciatore turco, di ruolo attaccante.

## Carriera

### Calciatore
Çınar inizia al carriera nell'Altay, club con cui disputa sei stagioni consecutive nella massima serie turca, ottenendo come miglior piazzamento il terzo posto nella stagione 1969-1970. Con l'Altay vince la Türkiye Kupası 1966-1967 contro il Göztepe per sorteggio dopo aver pareggiato la finale 2-2. Con i suoi raggiunge la finale anche nell'edizione seguente, perdendo però il doppio contro il Fenerbahçe. Nel 1967 perde invece la finale di Supercoppa di Turchia contro il Beşiktaş. Con la squadra di Smirne partecipa a due edizioni della Coppa delle Coppe UEFA, nell'edizione 1967-1968, da cui sarà eliminato con i suoi ai sedicesimi dai belgi dello Standard Liegi, e nell'edizione seguente eliminato nuovamente ai sedicesimi contro i norvegesi del Lyn. Inoltre ha partecipato con il suo club anche alla Coppa delle Fiere 1969-1970, venendo eliminato ai trentaduesimi di finale dai tedesco-orientali del Carl Zeiss Jena.
Interrompe la sua militanza con l'Altay nell'estate 1968, ingaggiato dagli statunitensi dei Washington Whips, con cui però non esordì mai in competizioni ufficiali.
Nel 1970 lascia l'Altay per giocare nell'Ankaragücü, club nel quale militerà sino al 1975, ottenendo come miglior piazzamento in campionato il quarto posto nella stagione 1972-1973. Con il club capitolino vince la sua seconda coppa di Turchia nel 1972 proprio contro la sua vecchia squadra, mentre perde l'edizione seguente contro il Galatasaray, contro cui aveva già perso la Supercoppa. Con la squadra di Ankara partecipa a due edizioni della Coppa delle Coppe, nell'edizione 1972-1973 da cui sarà eliminato ai sedicesimi di finale dai futuri finalisti del torneo del Leeds Utd, ed anche in quella seguente, eliminati dagli scozzesi del Rangers.
Nella stagione 1975-1976 torna all'Altay, con cui ottiene il quinto posto in campionato e con cui chiude la carriera agonistica al termine del campionato.

### Allenatore
Lasciato il calcio giocato inizia la carriera di allenatore, affiancando nelle vesti di allenatore in seconda dapprima di Mustafa Denizli e poi dal 1988 di Tınaz Tırpan.
Nel gennaio 1990 diviene allenatore del Zeytinburnuspor, club della massima serie turca, incarico da cui sarà sollevato nel marzo seguente.
Guida dal luglio 1990 all'ottobre 1991 il Denizlispor, nella serie cadetta turca, a cui seguirà un breve esperienza tra il luglio ed il novembre 1992 alla guida del Yeni Yozgat, nella serie cadetta 1992-1993. Nella stessa stagione, lasciato il club di Yozgat, allenerà il Petrol Ofisi.
Nella stagione 1994-1995 allena il Dardanel, sempre in cadetteria, con cui sfiora l'accesso ai play-off promozione.
Dopo aver allenato in cadetteria il Boluspor, guida dal novembre 1996 all'aprile 1997 nella massima serie turca il Denizlispor, con il club che a fine stagione retrocederà in cadetteria.
Dopo aver allenato il Şekerspor, allena per due mesi l'Asasspor, e dal marzo 2001 torna ad allenare nella massima serie turca, alla guida dell'Erzurumspor, con cui retrocede in cadetteria al termine del torneo.
Nella stagione 2002-2003 allena i cadetti dell'Adana Demirspor, che guiderà nuovamente per due mesi a cavallo del 2008-2009.
Tra il novembre 2015 e febbraio 2016 torna alla guida del Denizlispor per la terza volta, in serie cadetta.

## Palmarès
- Coppa di Turchia: 2

Altay: 1966-1967
Ankaragücü: 1971-1972